# Берегове (Кальміуський район)
Берегове́ — село в Україні, у Кальміуській міській громаді Кальміуського району Донецької області. Населення становить 117 осіб.

## Загальні відомості
Відстань до райцентру становить близько 7 км і проходить автошляхом Т 0509.
Поруч із селом розташована геологічна пам'ятка природи загальнодержавного значення Новокатеринівське відслонення.
Від 2014 року внесено до переліку населених пунктів на Сході України, на яких тимчасово не діє українська влада.

## Населення
За даними перепису 2001 року населення села становило 117 осіб, із них 36,75 % зазначили рідною мову українську та 63,25 % — російську.